# 2021년 미얀마 쿠데타
2021년 미얀마 쿠데타(버마어: ၂၀၂၁ မြန်မာနိုင်ငံစစ်အာဏာသိမ်းခံရခြင်း)는 2021년 2월 1일 아침에 미얀마군이 일으킨 쿠데타로, 미얀마 연방공화국의 국가고문 아웅산수찌와 미얀마의 대통령 윈 민 및 민족민주연맹 지도자들을 축출하고서 구금했다. 쿠데타가 발생 직후 따마도는 1년간의 비상사태를 선포했으며 따마도 최고사령관 민 아웅 흘라잉에게 권력을 이양했다고 밝혔다.

## 배경
1962년 버마 쿠데타 이래로 군사 정권이 들어선 미얀마 연방공화국에서는 2011년부터 2015년까지 점진적으로 민주주의 정권으로의 이양이 이루어졌으며, 2015년 미얀마 총선거에서는 아웅산수찌가 이끄는 민족민주연맹이 과반수를 넘는 수의 의석을 차지했다. 그러나 미얀마 연방공화국 국군은 여전히 상당한 권력을 유지했으며 미얀마 의회의 의석 가운데 ¼을 차지했다.
2020년 미얀마 연방공화국 연방의회의원 총선거에서 민족민주연맹은 476석 가운데 396석을 차지하며 이전보다 더 많은 의석 수를 차지했으며, 미얀마군과 연계된 연방단결발전당은 33석을 차지했다. 미얀마군은 부정 선거가 있었다면서 당선결과를 인정하지 않았고, 군사 쿠데타와 관련된 소문이 며칠 동안 퍼지면서 막과 프랑스 등이 우려의 뜻을 나타냈다. 
2021년 1월 30일 미얀마군 최고사령관인 민 아웅 흘라잉이 군사 쿠데타를 꾸미고 있다는 주장을 부인했다.

## 경과
2021년 2월 1일에 쿠데타가 일어난 뒤 민족민주연맹의 대변인 묘 뉸은 아웅산수찌와 윈 민, 한 타 민 등 당 지도부가 이른 아침에 있었던 급습으로 잡혀갔으며 본인도 곧 구금될 것 같다고 밝혔다. 방송 채널의 송출이 중단됐으며 미얀마 연방공화국의 국영 방송인 MRTV은 기술적인 문제로 방송 송출을 중단한다고 전했고, 네피도의 전화선이 두절됐으며 곳곳에서 인터넷 접속도 끊겼다. 네피도와 양곤에서는 군인들이 목격됐다.
미얀마군은 미얀마 연방공화국 국군 소유의 미야와디 TV에서 앞으로 1년 동안 미얀마 연방공화국 국군이 미얀마 연방공화국의 정권을 잡을 것이라고 밝혔다. 미얀마 연방공화국의 제1부통령 겸 대통령 권한대행 민 쉐는 입법과 사법, 행정 전권을 미얀마 연방공화국 국군 최고사령관 민 아웅 흘라잉에게 이양하는 문서에 서명했다. 미얀마 군정은 기존 선거를 취소한 뒤, 새로 선거를 실시하고 정권을 이양할 것이라고 밝혔으며, 국가방위안전보장위원회가 소집돼 미얀마 연방공화국 대통령 권한대행 겸 제1부통령 민 쉐가 위원장 자리에 오르고 고위급 장교들이 참석했다. 미얀마 연방공화국 국군 또한 미얀마 연방공화국 중앙정부의 각료 24명을 해임하고 11명을 새로 임명했다.
2월 2일 미얀마 연방공화국 국군 최고사령관 민 아웅 흘라잉은 11명으로 이루어진 최고 집행 기구인 국가행정평의회를 만들고 위원장 자리에 올랐다.
2월 3일 미얀마 경찰은 아웅산수찌 전 미얀마 연방공화국 국가고문 겸 민족민주연맹 대표를 수출입법 위반 혐의로 기소했다. 경찰의 조서에 따르면 불법으로 수입한 경호원용 무전기를 쿠데타 당일 네피도의 아웅산수찌 전 미얀마 연방공화국 국가고문 겸 민족민주연맹 대표의 자택에서 발견했다. 경찰은 또한 미얀마 연방공화국 전 대통령 윈 민을 미얀마에서 코로나19가 유행하던 2020년 9월에 네피도 연방시 대통령궁 바깥에서 민족민주연맹의 차량 행렬에 손을 흔들어 재난관리법을 위반한 혐의로 기소했다.
2월 9일, 네피도에서 반군사쿠데타 시위에 참가한 여성이 미얀마 경찰의 실탄 사격을 받고 뇌사 상태에 빠졌다. 13일에는 피해자 가족이 피해자에게서 산소호흡기를 제거하는데 동의했다.
2월 27일 날에도 여성 한명이 총탄에 맞아서 그자리에서 사망했다.

## 반응

### 미얀마 연방공화국 국내의 반응
2021년 2월 2일에 미얀마 연방공화국 전역의 공무원들과 의료계 종사자들이 쿠데타에 반대하며 전국적인 시민 불복종 운동을 펼쳤다. 양곤 주 주민들은 군사쿠데타에 반대하는 뜻으로 자동차 경적을 울리고 솥을 두드리며 "악은 물렀거라!"고 외쳤다. 이날 일부 양곤 주민들은 오후 8시에 군사독재 정권의 타도와 아웅산수찌 전 미얀마 연방공화국 국가고문 겸 국민민주연맹 총재의 석방을 요구하는 시위를 15분간 벌였다.
2월 3일에 미얀마 연방공화국 국군과 연계된 상품과 용역에 반대하는 국내 불매 운동인 '미얀마 연방공화국 국군 산업 불매' 운동이 전개됐다. 불매 운동의 대상이 된 상품 가운데에는 미얀마 연방공화국 국군의 주요 사업이자 통신사업자인 마이텔과 미얀마 연방공화국 최대의 맥주 업체에서 만든 맥주인 미얀마 맥주, 미얀마 연방공화국 국군 최고사령관 민 아웅 흘라잉의 딸이 세운 영화 제작사인 세븐스센스 등이 있다. 사가잉 관구의 마이텔 기술자 71명은 군사쿠데타에 반대하는 뜻으로 사직했다.

### 해외 거주 미얀마인들의 반응
2월 1일에 타이 왕국 방콕의 미얀마 연방공화국 대사관 앞에서 200여 명의 미얀마인과 일부 태국 민주주의 진영 운동가들이 군사쿠데타에 반대하는 시위를 펼쳤다. 시위대 가운데 일부는 2020년 태국 시위에서 상징으로 쓰인 세 손가락 경례를 했다. 경찰이 시위를 단속하는 과정에서 시위대 가운데 두 명이 다쳐 병원으로 옮겨졌고 두 명이 체포됐다. 일본국 도쿄도의 유엔 대학교 앞에서도 쿠데타에 반대하는 미얀마인들의 시위가 있었다.

### 국제 사회의 반응
뉴질랜드와 독일, 미국, 스웨덴, 스페인, 영국, 오스트레일리아, 일본, 캐나다, 튀르키예, 프랑스 등은 쿠데타를 규탄했으며, 백악관에서는 군사쿠데타 세력에게 경제 제재를 경고했다. 대한민국과 말레이시아, 방글라데시, 싱가포르, 인도, 인도네시아, 중화인민공화국, 파키스탄, 필리핀 등에서도 우려를 나타냈다. 캄보디아과 태국 등은 국내 문제라며 언급을 자제했다.
국제연합과 동남아시아 국가 연합, 유럽 연합과 같은 국제 기구에서는 우려를 표하고 대화를 촉구했으며, 동시에 유럽 연합은 쿠데타를 규탄하고 억류된 사람들을 석방할 것을 요구했다.
쿠데타 이후 유엔 안전 보장 이사회가 긴급 소집됐으며, 미얀마 연방공화국 국군의 행동을 규탄하고 억류된 사람들을 석방하며 민주주의를 복구할 것을 촉구하는 성명의 초안이 나왔다. 하지만, 중화인민공화국과 러시아 대표가 본국에 이를 보내 검토해야 한다고 주장해 15개 회원국 모두의 지지를 얻지 못해 의견을 결정하지 못했다.
대한민국 외교부는 미얀마 연방공화국과의 군사, 치안 협력을 중단하기로 하였고, 개발협력(ODA) 사업도 재검토하기로 했다.

## 같이 보기
- 2021년 미얀마 시위